# Río Santa Cruz
Le río Santa Cruz est un fleuve de Patagonie argentine qui coule dans la province de Santa Cruz. Il est fort abondant comparé à ses voisins comme le río Coig et le río Gallegos.
Il a donné son nom tant à la ville de Puerto Santa Cruz, qu'à la province argentine dans laquelle il effectue la totalité de son parcours.

## Géographie
Il naît dans la cordillère des Andes où il constitue l'émissaire des importants lacs Argentino et Viedma, qui recueillent les eaux abondantes de la fonte des glaciers qui les entourent.
La superficie de son bassin est de 28 056 km2 (surface équivalente à un peu plus de 90 % du territoire de la Belgique). Sa longueur est estimée à 385 km.
Le río Santa Cruz est le fleuve navigable le plus méridional de la planète. Son débit est estimé à 750 m3/s, en moyenne, soit plus de 23 milliards de tonnes par an. À titre de comparaison ce débit est comparable à celui de l'Elbe en Allemagne, ou encore équivaut à une fois et demi le débit total de la Seine au Havre.
Il se jette dans l'Atlantique par un large estuaire, peu après avoir baigné la ville de Puerto Santa Cruz. Un peu en amont, il reçoit en rive gauche les eaux de son plus important affluent, le río Chico.

## Affluents et sous-affluents
- Le río Chico, son affluent principal venu de la région de Gobernador Gregores, lui donne ses eaux en rive gauche. Son bassin versant a une superficie de 16.880 km2. 
  - Le río Capitán, émissaire des lacs Quiroga (45 km2) et Quiroga Chico de 18 km2 (rive droite)
  - Le río Belgrano (rive gauche)
    - Le río Roble émissaire du lac Burmeister (rive droite)

  - Le río Chalía ou río Shehuén, qui naît dans la Meseta del Viento ou Meseta de la Muerte  (rive droite).

## Histoire
Les côtes de la région furent explorées pour la première fois par le Portugais au service de l'Espagne Fernand de Magellan. L'un des navires de l'expédition, la Santiago, y fit naufrage lors de sa découverte le 3 mai 1520. L'expédition séjourna à l'embouchure du río Santa Cruz du 26 août au 18 octobre 1520 avant de repartir en direction du sud. Il découvrit bientôt le fameux détroit qui porte aujourd'hui son nom, mais qu'il nomma lui-même le 25 novembre, détroit de Tous les Saints (de Todos los Santos). 
Un de ses subordonnés, Francisco Serrano, s'engagea dans le río Santa Cruz, et y découvrit une île stratégique qui est appelée aujourd'hui Isla Pavón.
À la fin du mois de décembre 1525, Juan Sebastián Elcano, second chef de l'expédition de fray García Jofre de Loaísa, débarqua à son tour dans l'estuaire du río Santa Cruz.
Après le passage de Francis Drake en 1538, la couronne espagnole envoya en 1579 Pedro Sarmiento de Gamboa pour fortifier la zone, ce qu'il fit entre 1581 et 1585.

## Hydrométrie - les débits à Charles Fuhr
Le débit du río Santa Cruz a été observé pendant 25 ans (1955-1980) à Charles Fuhr, localité de la province de Santa Cruz située peu après la sortie du fleuve du lac Argentino, c'est-à-dire à une vingtaine de kilomètres à l'est d'El Calafate et quelque 244 kilomètres de son embouchure dans l'Atlantique . 
À Charles Fuhr, le débit annuel moyen ou module observé sur cette période était de 690 m3/s pour un bassin versant de 15 550 km2.
La lame d'eau écoulée dans cette partie - de loin la plus importante - du bassin versant du fleuve atteint ainsi le chiffre de 1399 millimètres par an, ce qui peut être considéré comme très élevé.
Cours d'eau issu de fonte de neiges et de glaciers de montagne, le río Santa Cruz est un cours d'eau abondant, mais irrégulier en ce sens qu'il présente deux saisons bien marquées. Les hautes eaux, correspondant à l'été et à l'automne austral, se déroulent de décembre à avril inclus. Dès la fin du mois d'avril le débit du fleuve chute rapidement, mais garde un débit fort appréciable durant la courte saison des basses eaux qui a lieu de juillet à septembre.
Le débit moyen mensuel observé en août (minimum d'étiage) atteint 265 m3/s, soit approximativement cinq fois moins que le débit moyen du mois de février (1 284 m3/s), ce qui témoigne de l'amplitude assez modérée des variations saisonnières. Sur la durée d'observation de 25 ans, le débit mensuel minimal a été de 125 m3/s, tandis que le débit mensuel maximal s'élevait à 2 030 m3/s.

## Équipement
Un grand complexe hydroénergétique a été mis en route en 2008 afin d'utiliser l'énergie du fleuve. Selon ce projet appelé Complejo Hidroeléctrico La Barrancosa-Cóndor Cliff, deux grands barrages devraient être construits sur le cours du fleuve.